# Овьедо, Фиденсио
Фиденсио Овьедо Домингес (исп. Fidencio Oviedo Domínguez; 30 мая 1987 года, Сьюдад-дель-Эсте) — парагвайский футболист, играющий на позиции полузащитника. Ныне выступает за парагвайский клуб «Депортиво Сантани».

## Клубная карьера
Фиденсио Овьедо начинал свою карьеру футболиста в парагвайском «Либертаде», где ему не хватало игровой практике. Он выступал на правах аренды за команды «3 февраля» и «Такуари». 2008 год Овьедо отыграл за парагвайский клуб «Соль де Америка». 2009 и 2010 год он провёл за чилийский «Сантьяго Морнинг». 17 октября 2009 года парагваец забил свой первый и единственный гол в рамках чилийской Примеры, сравняв счёт в домашней игре с командой «Депортес Ла-Серена». В 2011 году Овьедо представлял асунсьонский «Индепендьенте», а с начала 2012 — «Серро Портеньо», в составе которого трижды становился чемпионом Парагвая.
В августе 2016 года парагваец перешёл в аргентинский «Колон», а с июля 2017 года выступает за асунсьонский «Гуарани».

## Достижения
«Либертад»
- Чемпион Парагвая (1): 2007

 «Серро Портеньо»
- Чемпион Парагвая (3): Ап. 2012, Кл. 2013, Ап. 2015